# 加纳·加央克珠
加纳·加央克珠（1930年—）藏族，籍贯不详，西藏昌都地区强巴林寺加纳活佛。

## 生平
加纳·加央克珠是藏传佛教格鲁派的强巴林寺的活佛。历任昌都地区佛教协会会长、中国佛教协会西藏分会副会长、昌都地区佛教协会名誉会长。他还是全国政协委员。1999年，他随其他全国政协委员、全国人大代表一同参观了在北京举行的“雪域明珠——中国西藏文化展”，并称“这是有史以来规模最大的西藏文化展览。”
2013年2月11日（藏历水蛇年元月初一），昌都地委委员、统战部部长江拥洛追看望慰问了无党派人士、昌都地区政协副主席图嘎，并赴强巴林寺看望慰问了西藏自治区政协副主席、昌都地区政协副主席宗洛·向巴克珠，中国佛教协会西藏分会副会长、昌都地区佛教协会名誉会长加纳·加央克珠等宗教界爱国人士。